# Goulven
Goulven (tiếng Breton: Goulc'hen) là một xã của tỉnh Finistère, thuộc vùng Bretagne, miền tây bắc Pháp.

## Dân số
Người dân ở Goulven được gọi là Goulvinois.